# Tindúf
Tindúf (arabsky تندوف [Tindūf], francouzsky Tindouf) je město ležící v Alžírsku na Sahaře se zhruba 50 tisíci obyvateli (stav 2010). Město je vzdáleno 1 900 km na jih od Alžíru. Poblíž se nacházejí saharské utečenecké tábory, ve kterých žije cca 90 000 uprchlíků ze Západní Sahary.

## Dějiny
Město založil v r. 1852 šejk Mrabet Uld Belameš. Jeho výhodná pozice na křižovatce karavanních cest z Guelmimu a Agadiru v Maroku vedoucích do Ataru v Mauritánii, Dakaru v Senegalu a Timbuktu v Mali se stala základem prosperity. Obchodovalo se zde především se zlatem, mědí, slonovinou, kůžemi a otroky. Město bylo neustále ohrožováno konfliktem mezi místními kmeny a v r. 1894 bylo vydrancováno, následkem čehož upadlo tak, že v r. 1915 žilo ve zdejších v zříceninách pouze několik rodin. Ve dvacátých letech vyslali Francouzi do oblasti několik vojenských výprav a nalezli zde zdevastovanou oázu se stovkou obyvatel. Ve třicátých letech žilo ve městě pouhých 35 obyvatel. 9. prosince 1956 zde byla zřízena obecní správa.
Po vyhlášení nezávislosti Alžírska v r. 1962 se oblast stala předmětem územního sporu mezi Alžírskem a Marokem a později (1963) i bojištěm písečné války. Spor byl dočasně urovnán dohodou o hranicích podepsanou v r. 1972, kterou Alžírsko ratifikovalo v r. 1973 a Maroko až v r. 1992.
V r. 1984 se po reformě územní správy stal Tindúf sídlem stejnojmenného vilájetu.

## Hospodářství
Na severozápad od města se nachází letiště, ze kterého letecká společnost Air Algérie zajišťuje spojení do Alžíru, Constantine a Oranu. 170 km na jih od města směrem k mauritánské hranici leží v lokalitě Ghar Djebilet doly na železnou rudu.

## Obyvatelstvo
Přehled vývoje počtu obyvatel dává tabulka níže:
| Rok  | Zdroj   | Počet obyvatel |
| ---- | ------- | -------------- |
| 1977 | sčítání | 6 044          |
| 1987 | sčítání | 13 084         |
| 2006 | odhad   | 44 058         |
| 2010 | odhad   | 47 965         |

## Galerie

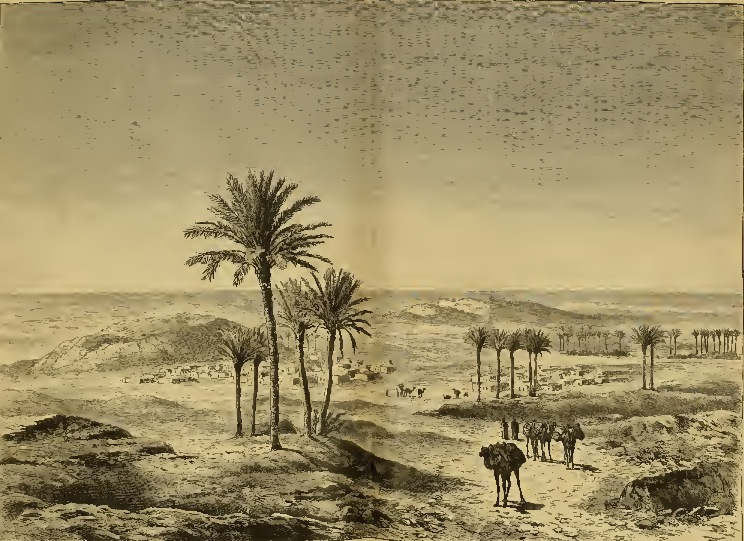
Oskar Lenz: Oáza Tindúf v r. 1880

## Partnerská města
- Gijón, Španělsko